# Michel N'Gom
Michel N'Gom, né le 25 juin 1959 à Dakar au Sénégal et mort le 12 août 1984 à Perrigny, est un footballeur français évoluant au poste d'attaquant.

## Biographie
Formé à l'AS Mazargues, le club du quartier où il a passé la majeure partie de son enfance (Marseille), Michel N’Gom dispute son premier match et inscrit son premier but en Division 1 le 15 février 1978 lors d'une victoire de l'Olympique de Marseille sur les Girondins de Bordeaux 4-0.
Après un passage à Toulon en Division 2, il revient à Marseille. Il tente alors sa chance au Paris Saint-Germain. Il gagne ses premiers titres avec le PSG : les coupes de France 1982 et 1983.
En 1984, il est transféré à Auxerre. Il n'a jamais joué de match officiel avec l'AJ Auxerre, mais le 10 août 1984, il joue un match amical avec et à Auxerre, contre Rio Ave au cours duquel il marque sur une frappe de 30 mètres.

## Décès
Il meurt dans un accident de la circulation à proximité d'Auxerre en août 1984, juste avant la reprise du championnat. Ses obsèques sont célébrées à la cathédrale Saint-Étienne d'Auxerre. Il est enterré à Auxerre.

## Famille
Le 23 février 1985, une bombe fait un mort et quatorze blessés au magasin Marks & Spencer du boulevard Haussmann. La victime décédée est le frère de Michel N'Gom.

## Palmarès
- Avec le PSG :
  - Vainqueur de la Coupe de France 1982 et 1983